# Curraghspets
Curraghspets, knypplade spetsar från den irländska byn Curragh i grevskapet Limerick. De har tillverkats sen mitten av 1800-talet och liknar brysselapplikationsspetsarna. Det vanligaste motivet är blommor.